# Metriopepla
Metriopepla is een geslacht van kevers uit de familie bladkevers (Chrysomelidae).
De wetenschappelijke naam van het geslacht werd in 1882 gepubliceerd door Léon Marc Herminie Fairmaire.

## Soorten
- Metriopepla inornata (Waterhouse, 1877)